# Kaj Brynolf Lindgren
Kaj Brynolf Lindgren, född 4 december 1922 i Varkaus, död 17 november 2007 i Helsingfors, var finländsk germanist.
Lindgren, som var son till diplomingenjör Wäinö Brynolf Lindgren och pianisten Asta Carlson, blev student 1941, filosofie kandidat 1948, filosofie doktor 1953 och docent 1957. Han var lärare i svenska vid Tehtaanpuiston yhteiskoulu 1949–1950, redaktör vid Erva-Latvala Ab 1952–1954, lektor i tyska vid Helsingfors handelshögskola 1954–1962, bestridde professuren i tyska språket vid Åbo universitet 1959–1960, var biträdande professor i germansk filologi vid Helsingfors universitet 1962–1964 och professor där från 1964. Han var ordförande i Studenternas kulturutskott 1952–1955 och sekreterare i statens humanistiska kommission 1961–1964. Han utgav Die Apokope des mhd. -e in seinen verschiedenen Funktionen (1953), Ueber den oberdeutschen Präteritumschwund (1957) och Die Ausbreitung der nhd. Diphthongierung (1961). Han tilldelades Goethemedaljen.